# Molophilus (Molophilus) subiratus
Molophilus (Molophilus) subiratus is een tweevleugelige uit de familie steltmuggen (Limoniidae). De soort komt voor in het Neotropisch gebied.